# Oligotrichum falcifolium
Oligotrichum falcifolium là một loài rêu trong họ Polytrichaceae. Loài này được (Griff.) G.L. Sm. mô tả khoa học đầu tiên năm 1969.